# Стефан Младенов
Академік Стефан Младенов — болгарський мовознавець і діалектолог, спеціаліст з індоєвропейської лінгвістики, славістики, балканістики, болгарської мови і вчений зі світовим ім'ям і авторитетом.

## Біографія
Стефан Младенов Стоянов народився 27 грудня 1880 року у місті Видин. Його батько був котлярем. Закінчив класичний відділ Видинської гімназії. Ще в ній виявляються його таланти до вивчення іноземних мов. Після закінчення вільно володіє  німецькою, добре засвоює французьку і починає вивчати англійську мову. У той час (1902) він переклав болгарську мову дві драми Генріка Ібсена. Після конкурсу він здобув стипендію і пішов на слов'янську філологію в Софійському університеті (1898-1902). Він вивчав переважно слов'янські мови, не кидаючи  вивчання  інших мов.  Його наполеглива праця будує майбутній фундамент солидного вченого з великими знаннями всієї класичної та нової філології.
У 1902 - 1903 рр. викладач Шуменської педагогічної школи і першої Софійської чоловічої гімназії. У 1903-1904 рр. спеціалізувався у Відні у Ватраслава Ягича, Костянтина Іречка, Павла Кречмера та інших, потім у Санкт-Петербурзі та Празі (1904-1905) у Яна Бодуена де Куртене, Олексія Соболєвського, Петра Лаврова, Вальтера Булича , Любора Нідерле та інших.  У Празькому університеті Стефан Младенов захистив докторську дисертацію "Про зміни граматичного роду слов'янських мов".
У період 1906-1910 років Стефан Младенов стає викладачем Другої чоловічої гімназії в Софії та у Софійській духовній семінарії, а з 1910 року працює в Софійському університеті як доцент, надзвичайний (з 1916) і постійний професор (з 1921). У 1911 - 1912 рр  спеціалізується в Парижі та Мюнхені.  Під час Балканської війни і Міжсоюзної війни його військові товариші на фронті згадували його в окопах із зошитом, по якому він вчив турецьку мову.
У 1916 році, під час Першої світової війни, його запросили допомогти і взяли участь у науковій експедиції в Македонії та Помор'ї. У 1921 обраний на кафедру загального, порівняльного та індоєвропейського мовознавства Софійського університету. У 1929 отримав звання академіка. Він знав ідеально 18 мов і взагалі 27.  Завдяки роботі і наполегливості, він освоїв не тільки все слов'янські мови, але і давньогрецьку, сучасну грецьку, латинську, давньоіндійську, давньовірменську, давньоперську, арабську, турецьку, норвезьку, шведську, датську, литовську, фінську, албанську, угорську, румунську, не рахуючи йому відомі і популярнііталійську, іспанську і португальську мови.
У 1918 році Стефан Младенов був обраний членом-кореспондентом Болгарської академії наук. У 1929 році Стефан Младенов був обраний членом - кореспондентом Академії наук СРСР, ставши єдиним болгарський вченим, який отримав таке визнання до  перевороту 9 вересня 1944 г. У той самий час Младенов був обраний членом Польської академії наук, "Словенського статуту" у Празі та Королівському коледжі (Лондон). З 1942 р  Стефан Младенов є членом-кореспондентом Німецької академії наук.
Стефан Младенов є вченим і лінгвістом світового рівня з широкою міжнародною репутацією.  Індоєвропейська та порівняльна лінгвістика знаходить в його обличчі пробудження і прохолодний розум з тонким і інтуїтивним відчуттям.  Етимології Младенова давно сприймаються вченими всього світу.  Дослідження з його досягненнями в галузі науки і порівняльної лінгвістики завжди служили прикладом того, як вчений повинен бути зацікавлений у встановленні об'єктивної істини в розвитку мови, поза будь-яких кон'юнктурних і політичних цілей.
Він помер 1 травня 1963 року.

## Викладацька діяльність

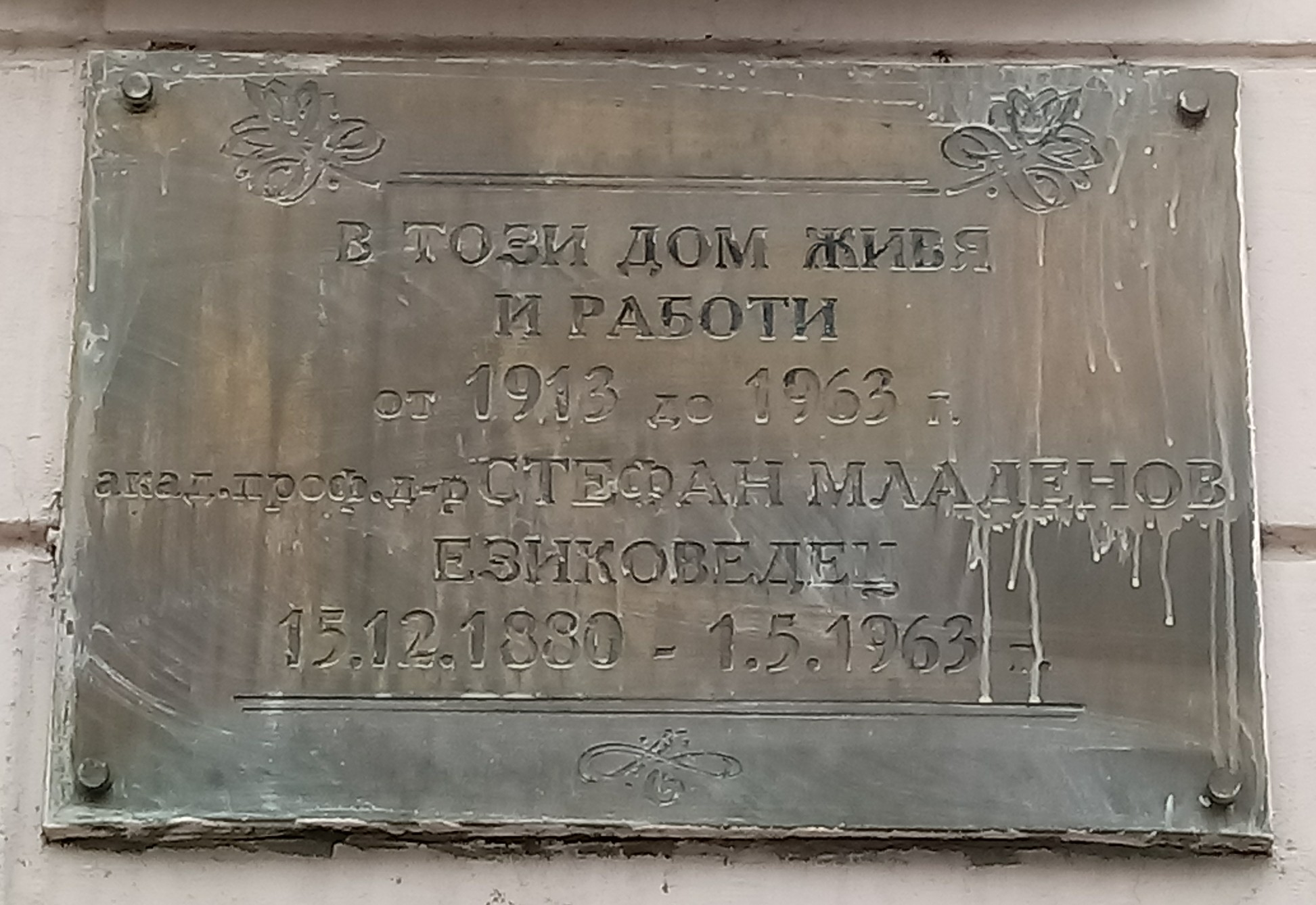
Пам'ятна дошка академіку C. Младенову на фасаді його будинку.

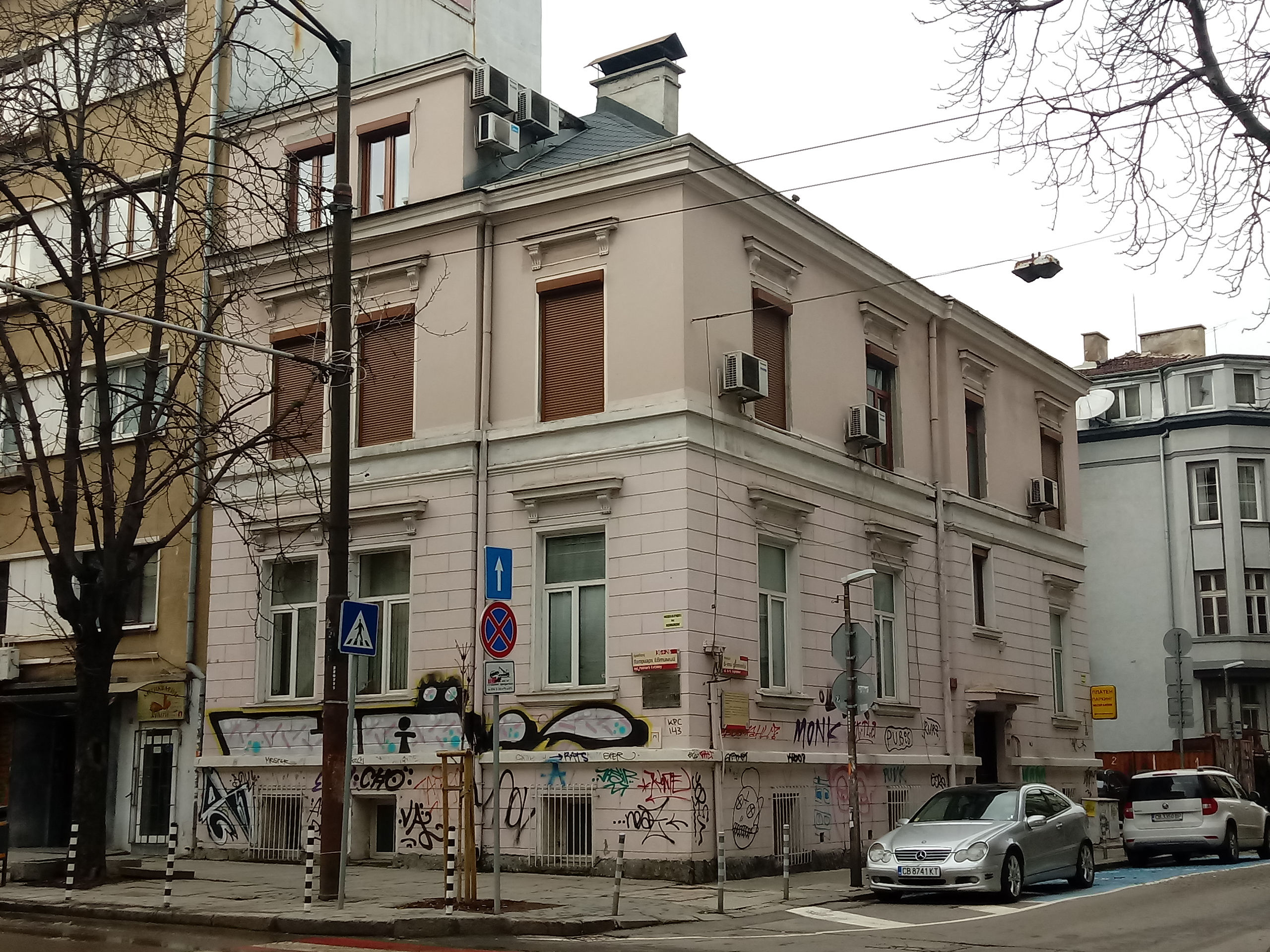
Будинок академіка С. Младенова, бульвар Патріарха Євтимія 26, Софія.

До 1910 року  Стефан Младенов був вчителем в Шуменській педагогічній школі, першій Софійській чоловічій гімназії та знаменитій Другій середній чоловічій гімназії  у столиці.  Цього ж року він був обраний доцентом кафедри історії болгарської мови в Софійському університеті, створеної відомим болгарським вченим професором  Беньо Цоневим.
Викладацька діяльність Младенова досить різноманітна.  Читає переважно лекції чи семінари на тему:
- Історія болгарської мови,
- Болгарська діалектологія,
- Болгарський синтаксис,
- Болгарська літературна мова,
- Болгарська етимологія,
- Загальне мовознавство,
- Вступ до індоєвропейської граматики,
- Словотворення в індоєвропейських мовах.

Стефан Младенов готує та читає спеціальні лекції, такі як:
- Давньоіндійська мова
- Готська мова і давньоверхньонімецька мова
- Морфологія грецької мови
- Польська мова
- Чеська мова

## Наукова діяльність

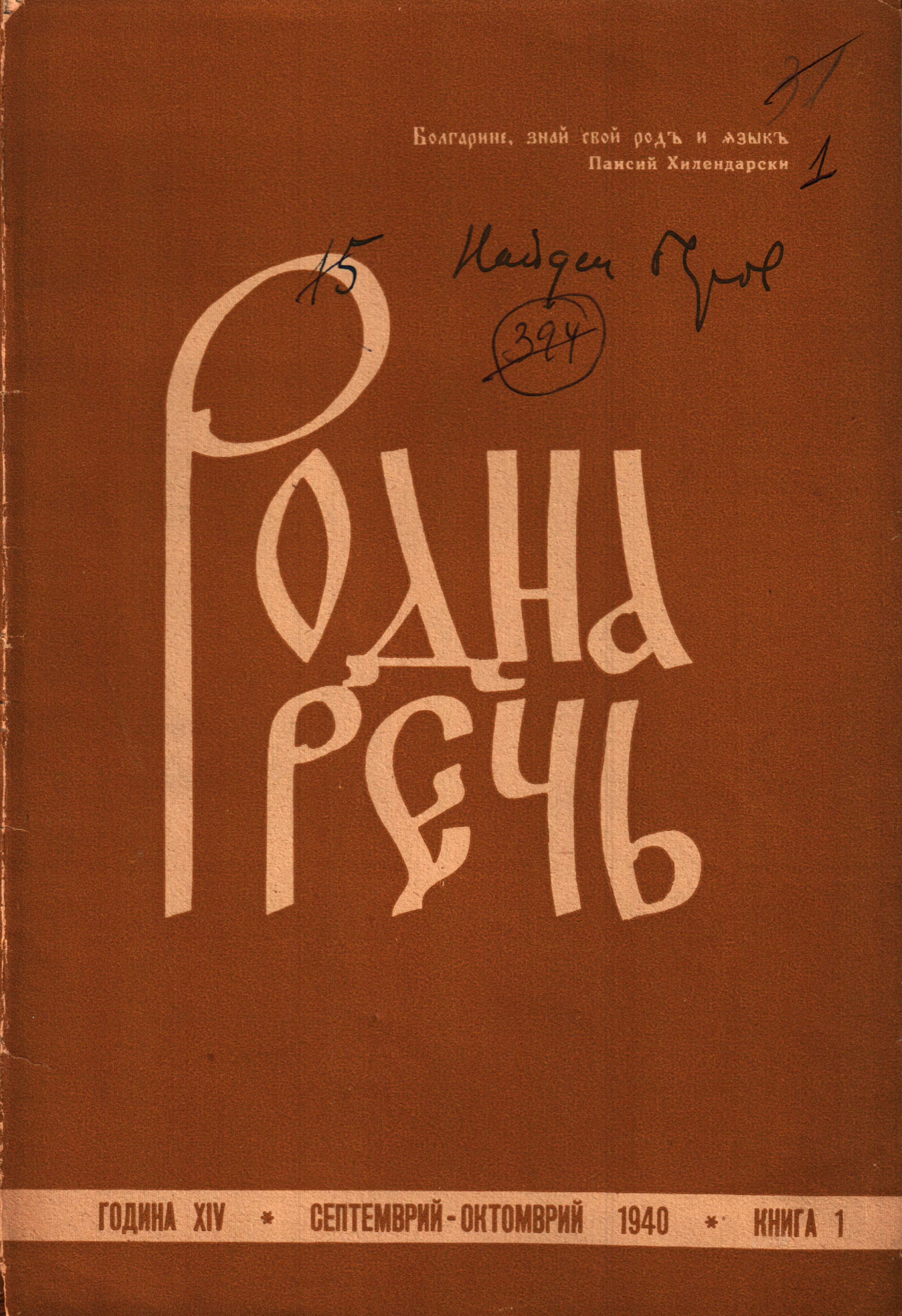
Факсиміле на обкладинці журналу «Рідне мовлення» 1940 р.

Стефан Младенов має понад 1000 наукових публікацій. Налічується більше 140 рецензій та відгуків з усього світу на  його труди. Він є автором понад 150 статей та записок з болгарських питань орфографії. У журналі "Родна реч" публікується близько 300 статей та записок про необхідність збереження багатства та чистоти болгарської мови та зайвість використання мовних запозичень.
Докторська дисертація Стефана Младенова  Празького університету називається «Про зміни граматичного роду слов'янських мов».  Пізніше було опубліковано його дослідження «Старі германські елементи у слов'янських мовах», яке високо цінується всіма видатними славистами та індоєвропеістами того часу, такими як Соболевський, Булаховський, Мейе, Ільїнський, Брюкнер та інші.  Младенов опублікував ряд статей з історії, етимології та діалектології болгарської та інших слов'янських мов у болгарських наукових виданнях і журналах.  Його дослідження відносяться до початку 20 століття в багатьох іноземних спеціалізованих мовних виданнях, переважно російських, польських і німецьких.
Інтерес Стефана Младенова до болгарської діалектології не притаманний усьому його життю. Крім численних досліджень місцевих говорів, Стефан Младенов до 1916 року  опублікував три дослідження про моравський діалект.  У них він захищає тезу болгарського характеру цих говорів.  Після Першої світової війни він полемізує на сторінках наукової преси з сербськими вченими, зокрема, з Олександром Беличем, стверджуючи, що ці говори є частиною болгарської мовної території.  Знову ж таки, у низці своїх статей він вивчає порівняльну лінгвістику між індоєвропейськими мовами, такими як албанська, перська, литовська, вірменська та інші.
Важливим внеском у болгарській лексикографії є його співпраця з Олександром Теодоровим- Баланом, Стояном Аргировим і Беньо Цоневим у великому болгарському тлумацькому словнику.  Після смерті співавторів Стефан Младенов продовжує свою роботу, видаючи свої перші томи (від А до К ) у "Болгарському тлумацькому словнику сучасної народної та літературної мови".
У 1929 році вийшла в світ на німецькій мові «Історія болгарської мови» Стефана Младенова.  Цією роботою Младенов здобув всесвітню репутацію,  книга отримала десятки відгуків найвідоміших лінгвістів того часу - Григорія Іллінського, Тадеуша Лер-Сплавинського, Степана Кульбакіна, Євфимія Карського, Антуана Мейе, Мілоша Вайнгарда та інших.  Саме цей капітальний труд розкриває здатність Стефана Младенова як лінгвіста світового класу.
У 1936 році була опублікована ще одна значна робота Стефана Младенова - "Граматика болгарської мови". Граматика має теоретичне і практичне значення, використовуються великі дані порівняльно-історичної граматики. У 1941 р. "Етимологічний і правописний словник болгарської мови" вийшов на 724 сторінках.  Глосарій відображає інтереси Стефана Младенова в етимології болгарської мови, слов'янських мов і всіх інших індоєвропейських мов.
Стефан Младенов наполегливо популяризував питання мовної культури в Болгарії. З цією метою він разом з Стефаном Василевим заснував науково- популярний журнал "Рідне мовлення". Журнал виходив з 1927 по 1944 рік.  Журнал "Рідне мовлення" дбав про високу мовну культуру і збереження чистоти болгарської мови.
Стефан Младенов був одним з найбажаніших учасників світових лінгвістичних форумів першої половини ХХ століття.  Його виняткова заслуга, відповідно з науковою коректністю, у тому внеску у  світову наукову спільноту про  сприйняттядавньоболгарської мови як першої письменної слов'янської мови  До кінця його наукового і земного шляху він ніколи не поділяв і не приймав  незалежне існування  так званих "македонської мови" й "торлацького діалекту".  Як учений він завжди виступав і захищав цілісність болгарської мови.  Член Македонського наукового інституту.

### Монографії
- Сучасна болгарська літературна мова і народні говори. C, 1943. 67 стор. (Бібл., Болг. кн. № 5).
- Вступ до загального мовознавства. 2. доп. вид. С., Унів. друк., 1943.  VII, 284 с. (Унів. бібл. № 276).
- Історія болгарської мови. Перекл. і ред. І. Дуріданов з німецької. вид. 1929. С., БАН, 1979. 412 с.

### Труди
- Про прикордонні говори у Східній Сербії. 1904
- Сербські або болгарські говори між Іскиром і Моравою. 1908
- До питання о межі меж болгарською і сербською мовами. Російський філологічний вісник. 1914
- Внесок у вивчення болгарської мови у Східній та Західній Фракії. 1935 г. 200 стр.
- Першоболгарський, а не печенізький, так званий золотий скарб Аттили від Нагі-Сент-Міклоша // Щорічник Соф.  унів.  Історик-філолог.  фак.  XXXI, 5. 1935
- Єдність болгарських народних говорів.
- Важливість семантичного паралелізму в індоєвропейській лінгвістиці.
- Болгарські культурні слова стародавнього індоєвропейського походження.
- Пояснення кількох болгарських слів, що означають мучительні психічні стани.
- З історії менш відомих болгарських слів.
- З слов'янської етимології.
- Про деякі італійські і латинські слова у болгарській мові.
- Дві стародавні назви річок на болгарських землях (Осам і Нішава).
- Вода і безводність в болгарських і особливо західно-болгарських гірських назвах.
- Назви семи болгарських столиць.
- Останні заперечення проти  назви кирило-мефодиївська мова взамін давньоболгарська.
- Давньоболгарська мова у сьогоденні - народні говори.
- Мова святих братів Кирила і Мефодія і сьогоднішня болгарська мова.
- Луї Леже і питання македонського говору.
- Болгарська мовлення в Салоніках.
- Охрид і болгарське мовлення.
- Западнобългарско вишел – вишъл, вм. видел.

### Підручники, навчальні посібники,  довідники
- Вступ до загального мовознавства. 1943 р. 292 с.
- коротка історія болгарської мови. 1935
- Порівняльна індоєвропейська лінгвістика. 1936 г. 504 стр.
- Словник іноземних слів на болгарській (як довідник). 1923

### Словники
- Младенов, Стефан. Етимологічний і орфографічний словник болгарської літературної мови. Видавництво Христо Г. Данов - О. О.: Софія, 1941, 704 с.
- Словник іноземних слів на болгарській мові. З поясненням походження і складом. 2. дод. вид. С., 1943. 640 стор. Доповнено та розширено у 1947.
- Болгарський тлумачний словник. З описом говорів. Т. 1. A-K. С., Друк Д. Стефанов, 1951. 1126 с.  (Співавтор:  Теодоров-Балан).